# Selftape
Selftape (estilizada como selftape, sin la S mayúscula) es una comedia dramática de tintes autobiográficos creada y protagonizada por las hermanas Joana y Mireia Vilapuig para Filmin y producida por Filmax. Se estrenó en Filmin el 4 de abril de 2023.

## Trama
Las hermanas Joana (Joana Vilapuig) y Mireia (Mireia Vilapuig), estrellas infantiles de la serie de éxito "Polseres vermelles" (en castellano: 'Pulseras rojas), son dos jóvenes actrices que conocieron el éxito y la fama a muy temprana edad. 
Años después, Mireia vuelve a Barcelona después de triunfar como actriz en Oslo. El frío recibimiento de su hermana Joana no es el que se esperaba. Incapaces de comunicarse y arreglar las cosas, todo da un vuelco cuando le ofrecen a Mireia un papel que tenía que hacer Joana. 
A partir de este momento saldrán a la luz secretos, mentiras y traumas del pasado que obligarán a las dos hermanas a replantear muchos aspectos personales de sus vidas, como el trabajo, el amor, la amistad o su propia relación.

## Reparto
- Joana Vilapuig como Joana
- Mireia Vilapug como Mireia
- Lluís Marquès como Marc
- Marc Ribera como Rubén
- Yolanda Sey como Gina

## Producción
El 7 de septiembre de 2022, Filmin anunció la que por aquel entonces sería su segunda serie original (aunque Autodefensa, que se anunció un mes después, acabaría estrenándose primero), titulada selftape, creada y protagonizada por las hermanas actrices Joana y Mireia Vilapuig, y producida por Filmax.
selftape cuenta con Iván Mercadé y las hermanas Vilapuig en la producción ejecutiva, al lado de Pau Freixas ("Todos Mienten", "Días de Navidad", "Polseres vermelles (Pulseras rojas)"), Carlos Fernández y Laura Fernández Brites.

## Lanzamiento y marketing
En septiembre de 2022, cuando Filmin anunció la serie por primera vez, estimó que selftape se estrenaría durante el primer trimestre de 2023. El 31 de enero de 2023, Filmin confirmó que la serie se estrenaría el 4 de abril de 2023.

## Episodios
Rodada en la ciudad de Barcelona y en otros municipios de la provincia, selftape cuenta con 6 episodios de 30 minutos en varios idiomas (principalmente en catalán y español), coescritos por Joana y Mireia Vilapuig junto con Ivan Mercadé ("Todos Mienten", "Cites"), Carlos Robisco y Clara Esparrach. 
Los seis episodios han sido dirigidos por Bàrbara Farré, ganadora de diversos premios con el corto "La última virgen" y realizadora de videoclips como "F*cking Money Man", de Rosalía, o "El relámpago", de Amaia Romero.
| N.º | Título       | Dirigido por  | Escrito por                                                                     | Fecha de lanzamiento original |
| --- | ------------ | ------------- | ------------------------------------------------------------------------------- | ----------------------------- |
| 1   | «Episodio 1» | Bàrbara Farré | Iván Mercadé, Joana Vilapuig, Mireia Vilapuig, Clara Esparrach y Carlos Robisco | 04 de abril de 2023           |
| 2   | «Episodio 2» | Bàrbara Farré | Iván Mercadé, Joana Vilapuig, Mireia Vilapuig, Clara Esparrach y Carlos Robisco | 04 de abril de 2023           |
| 3   | «Episodio 3» | Bàrbara Farré | Iván Mercadé, Joana Vilapuig, Mireia Vilapuig, Clara Esparrach y Carlos Robisco | 04 de abril de 2023           |
| 4   | «Episodio 4» | Bàrbara Farré | Iván Mercadé, Joana Vilapuig, Mireia Vilapuig, Clara Esparrach y Carlos Robisco | 04 de abril de 2023           |
| 5   | «Episodio 5» | Bàrbara Farré | Iván Mercadé, Joana Vilapuig, Mireia Vilapuig, Clara Esparrach y Carlos Robisco | 04 de abril de 2023           |
| 6   | «Episodio 6» | Bàrbara Farré | Iván Mercadé, Joana Vilapuig, Mireia Vilapuig, Clara Esparrach y Carlos Robisco | 04 de abril de 2023           |